# Kościół Przemienienia Pańskiego w Sulejówku
Kościół Przemienienia Pańskiego w Sulejówku – rzymskokatolicki kościół parafialny należący do dekanatu Sulejówek diecezji warszawsko-praskiej. Mieści się w dzielnicy Miłosna.

## Historia
Projekt świątyni sporządzony przez architekta Konstantego Jakimowicza został zatwierdzony przez Kurię Metropolitarną w dniu 15 września 1934 roku. w dniu 18 listopada 1934 roku został poświęcony kamień węgielny i rozpoczęto budowę kościoła. W dniu 17 maja 1936 roku w świątyni została odprawiona po raz pierwszy msza święta. W dniu 24 grudnia 1937 roku wnętrze kościoła oraz ołtarz główny zostały poświęcone. W dniu 1 sierpnia 1939 roku przy kościele została ustanowiona parafia pod wezwaniem Przemienienia Pańskiego.
W czasie II wojny światowej wnętrze świątyni zostało otynkowane, kościół otrzymał obrazy Drogi Krzyżowej, balustradę w prezbiterium, dębowe ławki, tabernakulum oraz ołtarz św. Antoniego. W latach 1947–1949 zakończono malowanie i tynkowanie kościoła, kaplicy Matki Boskiej oraz wnęki przy ołtarzu św. Antoniego. W 1950 roku świątynia otrzymała dwa dzwony, zwane "Stefanem" i "Antonim". W dniu 3 maja 1953 roku dzwony zostały konsekrowane przez księdza kardynała Stefana Wyszyńskiego. W lipcu 1958 roku ksiądz proboszcz Antoni Siemiński, rozpoczął gruntowny remont kościoła (zabezpieczenie dachu, okien i drzwi, przerobienie instalacji elektrycznej oraz wymalowanie wnętrza).
W maju 1959 roku zabrzmiały po raz pierwszy nowe organy. W latach 1969–1971 została założona instalacja elektryczna do podłączenia pieców akumulacyjnych (aby ogrzewać świątynię), ściany zewnętrzne zostały otynkowane, a także przebudowano prezbiterium, aby kapłan mógł odprawiać mszę świętą zwrócony twarzą do wiernych. W dniu 29 maja 1972 roku wspomniany wyżej ksiądz kardynał Stefan Wyszyński konsekrował kościół.